# Arturo Álvarez Álvarez
Arturo Álvarez Álvarez (Mieres, 17 novembre 1976) è un allenatore di pallacanestro spagnolo.

## Carriera
Ha guidato il Paraguay ai Campionati americani del 2011.